# 艾歷耶·蘇阿雷茲
艾歷耶·蘇阿雷茲（1980年2月24日—）是一名阿根廷划船運動員，曾代表國家參加2012年倫敦奧運的划船男子雙人雙槳比賽，並未獲得獎牌。他也参加过四届泛美运动会，收获多枚奖牌。